# Modra-observatoriet
Modra-observatoriet (slovenska: Astronomické observatórium Modra), är ett observatorium i Modra, Slovakien.
Minor Planet Center listar observatoriet som upptäckare av 16 asteroider fram till 2010.
Asteroiden 11118 Modra är uppkallad efter observatoriet.